# Antwerp Giants in het seizoen 2023/24
Het seizoen 2023/2024 was het 29e jaar in het bestaan van de Antwerpse basketbalclub Antwerp Giants. De club kwam uit in de BNXT League.

## Seizoen
Antwerp speelde voor een derde seizoen in de BNXT League. Na het vorige seizoen verlieten volgende spelers de club: Ferdinand Zylka, Ivan Marinkovic, Spencer Butterfield, Brandon Anderson, Desonta Bradford, Reggie Upshaw en Thijs De Ridder. Ook Luc Smout de coach van de tweede ploeg vertrok en werd vervangen door Pieter De Groof die assistent-coach was bij Okapi Aalst. De eerste versterkingen waren de Belgen Jo Van Buggenhout en Yoeri Schoepen. Nadien tekenden ook nog de Deen Asbjorn Midtgaard, de Canadees Keevan Veinot en de Amerikanen Jackson Kreuser en Rasir Bolton. Begin augustus 2023 tekende er een derde Amerikaan Justice Sueing en verliet Seppe D'Espallier Antwerp voor de Kortrijk Spurs. Midden augustus 2023 tekende Salim Kediambiko voor een seizoen, hij kwam over van BC Oostende.
De Giants verloren de Belgische play-off finale van BC Oostende, in de beker gingen ze onderuit in de kwartfinale van Kangoeroes Mechelen.

### Europees basketbal
Ze speelden in de kwalificatietoernooi voor de Basketball Champions League waar ze in de kwartfinale echter meteen verloren van het Franse Cholet Basket. Het Europese avontuur zat er daardoor al meteen op.

## Selectie
Antwerp Giants ·
BAL ·
Union Mons-Hainaut ·
Den Helder Suns ·
Donar ·
Feyenoord ·
Heroes Den Bosch ·
Kangoeroes Basket Mechelen ·
Kortrijk Spurs ·
Landstede Hammers ·
Leuven Bears ·
Liège Basket ·
Limburg United ·
LWD Basket ·
Okapi Aalst ·
Oostende ·
Brussels Basketball ·
Spirou Charleroi ·
Yoast United ·
ZZ Leiden